# 1. deild 2022
La 1. deild 2022 fue la 80.ª temporada de fútbol de segundo nivel de las Islas Feroe, y la 46ª en el formato actual. La temporada comenzó el 5 de marzo de 2022 y finalizó el 22 de octubre del mismo año.

## Equipos
| Club                       | Ciudad       | Estadio              | Capacidad | Última temporada    |
| -------------------------- | ------------ | -------------------- | --------- | ------------------- |
| Undrið                     | Hoyvík       | Hoyvíksvøllur        | 1000      | 1º (2. deild)       |
| B36 Tórshavn II            | Tórshavn     | Gundadalur           | 5000      | 8º                  |
| Ítróttarfelag Fuglafjarðar | Fuglafjørður | Fuglafjørður Stadium | 3000      | 9º (Betri deildin)  |
| TB Tvøroyri                | Tvøroyri     | Við Stórá Stadium    | 4000      | 10º (Betri deildin) |
| HB Tórshavn II             | Tórshavn     | Gundadalur           | 5000      | 5º                  |
| KÍ II                      | Klaksvík     | Við Djúpumýrar       | 2500      | 7º                  |
| NSÍ Runavík II             | Runavík      | Við Løkin            | 2000      | 6º                  |
| 07 Vestur II               | Sandavágur   | Á Dungasandi         | 2000      | 3º (2. deild)       |
| B71 Sandoy                 | Sandur       | Inni í Dal           | 2000      | 4º                  |
| Víkingur Gøta II           | Leirvík      | Sarpugerði           | 1600      | 2º                  |

## Tabla de posiciones
| Pos. | Equipo       | Pts. | PJ | G  | E | P  | GF | GC | Dif. | Clasificación 2022                 |
| ---- | ------------ | ---- | -- | -- | - | -- | -- | -- | ---- | ---------------------------------- |
| 1    | ÍF           | 56   | 27 | 17 | 5 | 5  | 57 | 33 | +24  | Ascenso a la Primera División 2023 |
| 2    | Víkingur II  | 55   | 27 | 17 | 4 | 6  | 81 | 40 | +41  |                                    |
| 3    | TB           | 52   | 27 | 16 | 4 | 7  | 69 | 39 | +30  |                                    |
| 4    | B71 Sandoy   | 52   | 27 | 16 | 4 | 7  | 54 | 30 | +24  |                                    |
| 5    | KÍ II        | 46   | 27 | 15 | 1 | 11 | 65 | 41 | +24  |                                    |
| 6    | Undrið       | 42   | 27 | 13 | 3 | 11 | 46 | 42 | +4   |                                    |
| 7    | HB II        | 33   | 27 | 10 | 3 | 14 | 45 | 59 | −14  |                                    |
| 8    | B36 II       | 27   | 27 | 7  | 6 | 14 | 44 | 62 | −18  |                                    |
| 9    | NSÍ II       | 15   | 27 | 3  | 6 | 18 | 31 | 92 | −61  | Descenso a la 2.deild 2023         |
| 10   | 07 Vestur II | 8    | 27 | 2  | 2 | 23 | 25 | 79 | −54  | Descenso a la 2.deild 2023         |

Actualizado a los partidos jugados el 22 de octubre de 2022.
 Fuente: FaroeSoccer

## Goleadores
- Actualizado el 22 de octubre de 2022

| Pos. | Jugador           | Equipo      | Goles |
| ---- | ----------------- | ----------- | ----- |
| 1    | Mikkel Blåholm    | TB          | 26    |
| 2    | Villiam Klein     | Undrið      | 13    |
| 3    | Rani Hansen       | Víkingur II | 12    |
|      | Tijani Mohammed   | B71         | 12    |
| 5    | Hans Jákup Lervig | ÍF          | 11    |